# Jimki
Jimki (en ruso: Химки) es una ciudad del óblast de Moscú en Rusia. Se encuentra ubicada al noroeste de Moscú, al borde del canal de Moscú. Su población asciende a 183 551 habitantes en 2008.

## Historia
La ciudad de Jimki se estableció oficialmente en 1939. Se desarrolló en torno a la estación de tren con el mismo nombre que existe desde 1850 y que forma parte de la ruta Moscú-San Petersburgo. Toda la ciudad de Jimki tiene los límites con la ciudad de Moscú.
Jimki fue la última ciudad tomada por la Wehrmacht en su camino a Moscú (batalla de Moscú) durante la invasión de la Unión Soviética en la Segunda Guerra Mundial.
Jimki tiene una sucursal de la Biblioteca Estatal de Rusia, que fue protegida en la Unión Soviética y más tarde en la Federación de Rusia, así como por los periódicos en Rusia y la Unión Soviética.
En los últimos años, Jimki, se convirtió en un suburbio de Moscú que continuó su desarrollo y en el que se construyeron muchos edificios de viviendas. La ciudad está atravesada por la carretera que une Moscú con el Aeropuerto Internacional de Moscú-Sheremétievo.
Hay un Mega Mall, uno de los dos más grandes en Rusia, también hay un hipermercado Auchan y una gran tienda de muebles de Ikea.

## Población
Jimki en la actualidad cuenta con una población de 183.551 (2008).
| 2900 | 23.100 | 47.800 | 86.600 | 111.900 | 132.902 | 141.000 | 162.074 | 183.551 |

## Economía

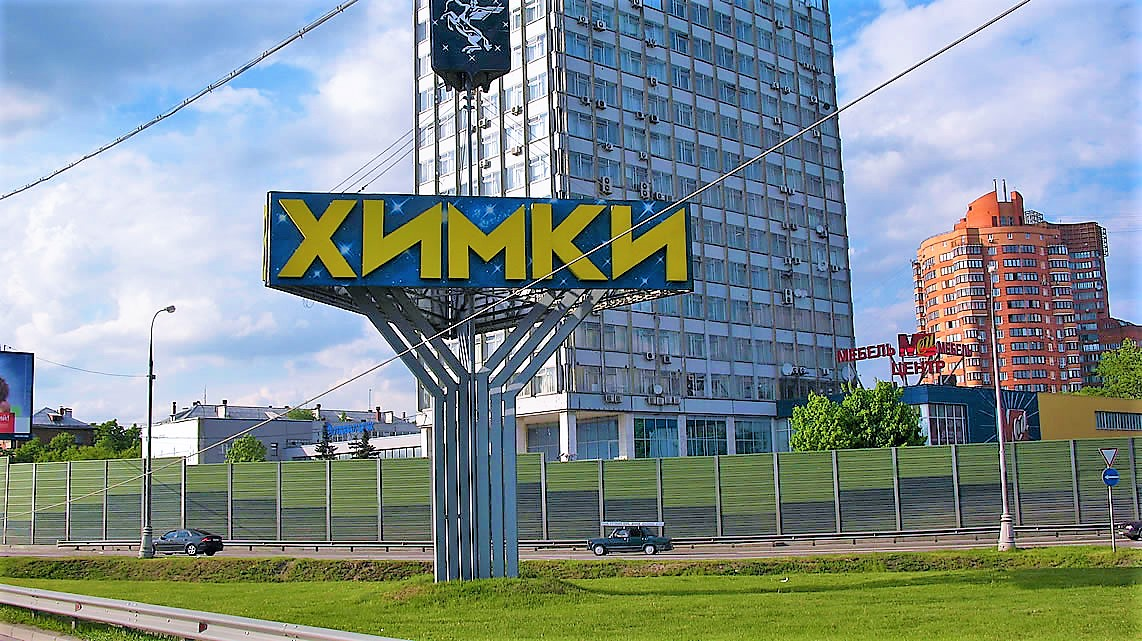
Entrada a Jimki.

Después de la Segunda Guerra Mundial, Jimki recibió varios centros de investigación, entre ellos la producción del complejo industrial-militar de la Unión Soviética.
- ONP Energomach, líder mundial en el diseño y la fabricación de motores de cohete de combustible líquido.
- NPO Lavochkine dedicada al diseño y fabricación de naves espaciales.
- MBK Fakel, desarrolla programas para el guiado de misiles de defensa aérea.

Estas actividades emplean a la mayoría de la población de la ciudad, que fue, por razones de seguridad, prohibida a los viajeros.

## Personajes ilustres
- Maksim Kontsévich, matemático ruso, nacido en 1964.

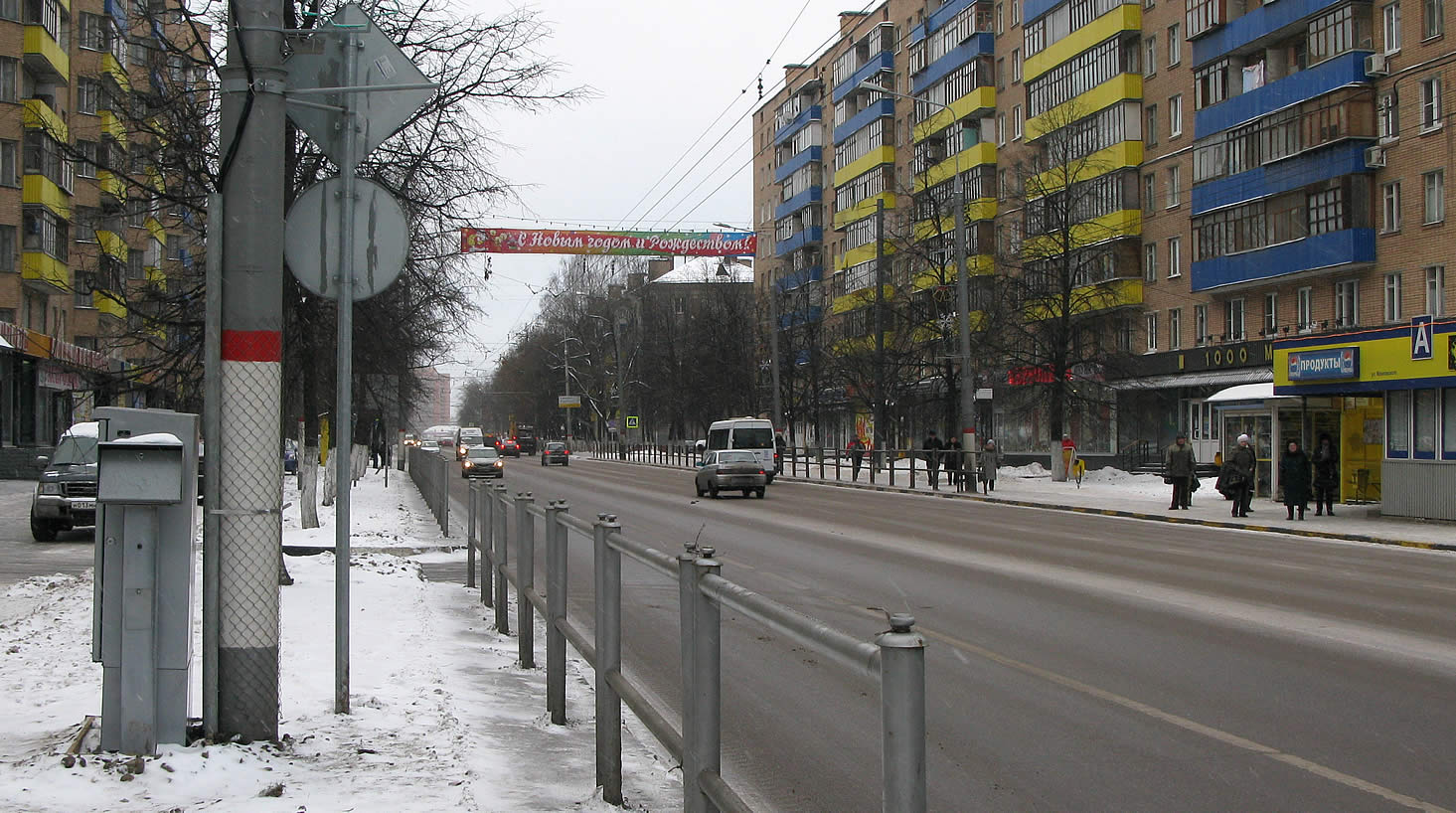
Calle Mayakovskogo (Маяковского Улица).